# Gonçalo Lobo Pinheiro
Gonçalo Lobo Pinheiro (Alfama, Lisbonne, 4 avril 1979) est un photojournaliste et photographe documentaire portugais, basé à Macao depuis 2010.

## Éducation
Il a fréquenté et terminé ses études secondaires à l'École Secondaire Gil Vicente. Après quatre années d'études d'ingénierie géologique à la Faculté des Sciences et Technologies de l'Université nouvelle de Lisbonne à Almada, où il est entré en 1997, il a conclu que ses intérêts étaient ailleurs et s'est inscrit à un diplôme en Sciences de la Communication, variante Journalisme, à l'Université autonome de Lisbonne, cours qu'il a complété en 2005. Il est également titulaire d'une maîtrise en photographie documentaire du LABASAD - Escola Superior de Artes e Design de Barcelona.

## Parcours professionnel
Il a commencé à travailler dans la photographie en 2000 et, deux ans plus tard, a commencé son stage professionnel au sein de l'agence de presse Intermeios, aujourd'hui disparue. Pendant six ans, en tant que collaborateur, il fait partie de l'équipe de photographes du journal A Bola. Depuis sa création jusqu'en août 2010, il a fait partie de l'équipe de photographes du journal I. Il a collaboré ou publié ses photos dans plusieurs titres portugais et internationaux, dont Público, Correio da Manhã, Diário de Notícias, Expresso, The Guardian, BBC ou The Washington Post, entre autres.
Entre 2004 et 2010, il a été, au Portugal, le photographe officiel de la chanteuse brésilienne Daniela Mercury.
Arrivé à Macao, il rejoint le journal Hoje Macau, où il travaille comme écrivain, photojournaliste et rédacteur entre 2010 et 2014. Il a été coordinateur photographique pour le magazine Macau, version portugaise, entre 2011 et 2021. Il a également été, entre 2018 et 2021, journaliste multimédia et rédacteur chez Plataforma Media, un projet du groupe Global Media. Entre 2021 et mi-2023, il rejoint la rédaction du journal Ponto Final en tant que photojournaliste et rédacteur. Depuis novembre 2022, il collabore avec Lusa - Agência de Notícias de Portugal, et son travail a également été diffusé par European Pressphoto Agency.
Depuis 2018, il est l'un des photographes officiels de la Fédération Internationale de Volleyball (FIVB). Il est l'un des membres fondateurs de Halftone - Macau Photographic Association.
Lauréat de plusieurs prix ,,,, tout au long de sa carrière, Pinheiro a également organisé plusieurs expositions, tant en son propre nom qu'en collectif,,,,. Mention spéciale pour la première place, catégorie série, à l'édition 2023 de Paraty em Foco - Festival International de Photographie, au Brésil, et pour avoir été, également en 2023, l'un des gagnants de la 8e édition de l'Appel Ouvert de la Mostra de Pôster initiative, à Lisbonne, au Portugal.
À l'invitation de l'organisation du Festival international de photographie iNstantes – Avintes, Pinheiro a représenté Macao lors de la neuvième édition de l'événement, se présentant au Portugal avec la série en noir et blanc intitulée "Perto de mim", réalisée en 2021.
En 2021, il s'est associé à la marque chinoise de skateboard Maven et au magasin de skate Exit basé à Macao pour créer une ligne de trois skateboards et vêtements dédiés à Macao.
Tout au long de son parcours professionnel, il a utilisé son travail photographique pour soutenir divers projets de solidarité et ONG, notamment des causes sociales et de droits humains. Il rejoint le collectif italien Perimetro dans les initiatives de solidarité "United Photographers for Ukraine" et "Prints for Gaza",,.
Il est représenté au Brésil par Icon Artes Galeria et à Macao par Galeria Amagao. Ses photographies font partie de la collection contemporaine du MA-g - Le Musée de l'Avant-garde qui ouvrira ses portes en Suisse en 2025. Ses livres sont disponibles dans diverses collections et bibliothèques à travers le monde, notamment la Bibliothèque nationale du Portugal, la Bibliothèque du Congrès des États-Unis, la Bibliothèque nationale de France, la Bibliothèque nationale d'Allemagne, la Bibliothèque centrale de Macao, la Bibliothèque de Gulbenkian Art, la Serralves Foundation Library, la Tim Hetherington Photobook Library du Bronx Documentary Center, à New York, la Photographers' Gallery, à Londres, ou la bibliothèque Narrativa, à Lisbonne, mais aussi dans plusieurs universités et dans plusieurs lieux du Réseau national de bibliothèques publiques,.

## Publications
- 2015: Macau 5.0 • 澳門 5.0 • Macao 5.0, édition de l'auteur, Macao  (ISBN 978-99965-909-7-9)
- 2019: Myanmar: o retrato de um povo, catalogue d'exposition, Fondation Rui Cunha, Macao  (ISBN 978-99965-370-2-8)
- 2021: Desvelo • 關愛 • Zeal, Ipsis Verbis, Macao  (ISBN 978-99965-341-4-0)
- 2021: Tonle Sap, Artisan Raw Books, Brésil  (ISBN 978-65-994509-0-7)
- 2022: O que foi, não volta a ser..., Ipsis Verbis, Macao  (ISBN 978-99965-341-6-4)
- 2023: Um vislumbre de luz • 一瞥光亮 • A glimpse of light, Ipsis Verbis, Macao (boîte de collecte)
- 2024: Close to Me, Ipsis Verbis, Macao  (ISBN 978-99965-341-8-8)

## Récompenses
- 2007: 1. lieu, catégorie meilleur moment Liberty, Liberty Seguros Photojournalism Awards
- 2008: Mention honorable, catégorie Actualités - Visão/BES Photojournalism Awards[46]
- 2009: 2. lieu, catégorie meilleur moment Liberty, Liberty Seguros Photojournalism Awards
- 2018: 3. lieu, catégorie Portraits, Chromatic Photography Awards
- 2018: 2. lieu, catégorie Architecture, Chromatic Photography Awards
- 2018: Argent, One Eyeland Photography Awards
- 2019: Mention honorable - Prémio Estação Imagem
- 2019: 3. lieu, catégorie Architecture, Fine Art Photography Awards
- 2019: Soumission finaliste et préférée des éditeurs, National Geographic Travel Photos Contest
- 2019: Gagnant, Latin American Fotografía 8, American Illustration and American Photography (AI-AP)
- 2020: Gagnant, catégorie Série, "Macau 2020 - A Time for Introspection", Macau Closer
- 2021: Bronze, The Prix de la Photographie Paris (PX3)
- 2021: Gagnant et "Meilleur des Meilleurs", Photography Masterprize Award - Architecture Masterprize
- 2022: Bronze, Moscow International Foto Awards
- 2022: 2. lieu, MonoVisions Photography Awards
- 2022: Argent, The Prix de la Photographie Paris (PX3)
- 2022: Or, Budapest International Foto Awards
- 2023: Gagnant de la 8ème édition de Open Call, Poster Mostra[
- 2023: Bronze - The Prix de la Photographie Paris (PX3)
- 2023: 1. lieu, gagnant de la catégorie Essai, Festival Internacional de Fotografia Paraty em Foco
- 2023: 3. lieu, International Photography Awards (IPA)
- 2023: 1. lieu, Gold Star Award, dans les catégories Éditorial et Architecture, Neutral Density Photography Awards (ND)
- 2023: Bronze, Budapest International Foto Awards
- 2024: Argent, Tokyo International Foto Awards
- 2024: Prix d'excellence, POY Asia - Pictures of the Year Asia 2024
- 2024: Argent, The Prix de la Photographie Paris (PX3)